# Helicobia borgmeieri
Helicobia borgmeieri är en tvåvingeart som beskrevs av Guilherme A.M.Lopes 1939. Helicobia borgmeieri ingår i släktet Helicobia och familjen köttflugor. Inga underarter finns listade i Catalogue of Life.